# Râul Gave de Pau
Râul Gave de Pau este o arie protejată (sit de importanță comunitară — SCI) din Franța întinsă pe o suprafață de 8.194 ha, integral pe uscat.

## Localizare
Centrul sitului Râul Gave de Pau este situat la coordonatele 43°21′26″N 0°30′48″W / 43.35721°N 0.51334°V.

## Înființare
Situl Râul Gave de Pau a fost declarat arie specială de conservare în baza directivei 92/43 din 1992 referitoare la conservarea habitatelor naturale și a faunei și florei sălbatice pentru a proteja 8 specii de animale.

## Biodiversitate
Situată în ecoregiunile alpină și atlantică, aria protejată conține 6 habitate naturale: Păduri mixte riverane de Quercus robur, Ulmus laevis și Ulmus minor, Fraxinus excelsior sau Fraxinus angustifolia, de-a lungul marilor râuri (Ulmenion minoris), Păduri aluvionare cu Alnus glutinosa și Fraxinus excelsior (Alno-Padion, Alnion incanae, Salicion albae), Liziere de ierburi înalte hidrofile de câmpie și de nivel montan până la alpin, Mlaștini calcaroase cu Cladium mariscus și specii de Caricion davallianae, Pajiști uscate europene, Pajiști umede atlantice temperate cu Erica ciliaris și Erica tetralix.
La baza desemnării sitului se află mai multe specii protejate:
- nevertebrate (4): Austropotamobius pallipes, Gomphus graslinii, Margaritifera margaritifera, Oxygastra curtisii
- pești (4): Cottus aturi, zglăvoacă (Cottus gobio), cicar (Lampetra planeri), somonul (Salmo salar)

Pe lângă speciile protejate, pe teritoriul sitului au mai fost identificate 1 specie de păsări.